# Anopheles nigerrimus
Anopheles nigerrimus är en tvåvingeart som beskrevs av Giles 1900. Anopheles nigerrimus ingår i släktet Anopheles och familjen stickmyggor. Inga underarter finns listade i Catalogue of Life.